# Tambacounda
Tambacounda er en by i det centrale Senegal med 78.800(2007) indbyggere. Byen er hovedstad i regionen af samme navn.